# 奥斯皮塔尔德奥尔维戈
奥斯皮塔尔德奥尔维戈，是西班牙卡斯蒂利亚-莱昂莱昂省的一个市镇。 总面积5平方公里，总人口1119人（001年），人口密度224人/平方公里。

奥斯皮塔尔德奥尔维戈 - Hospital de Órbigo
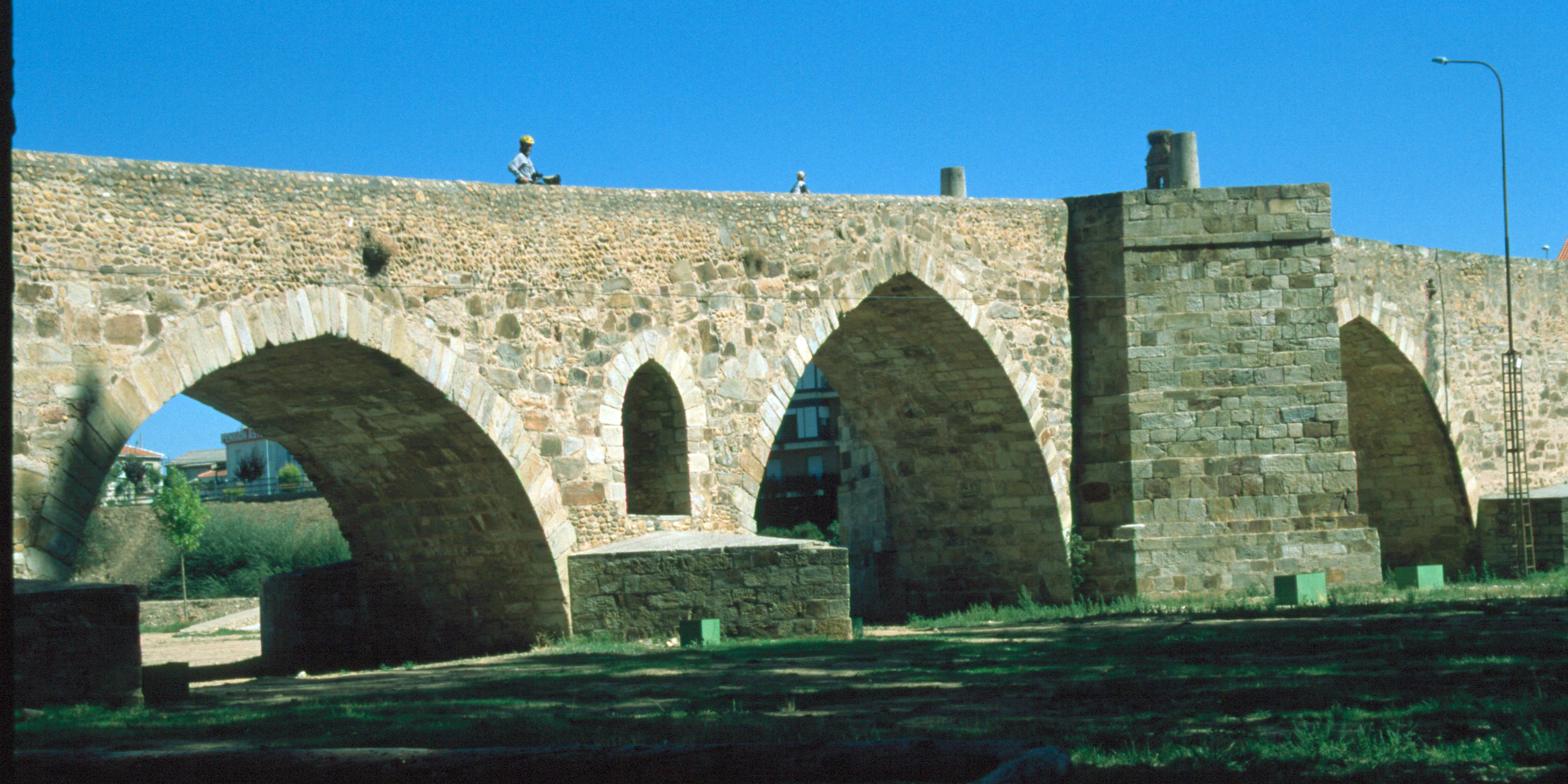
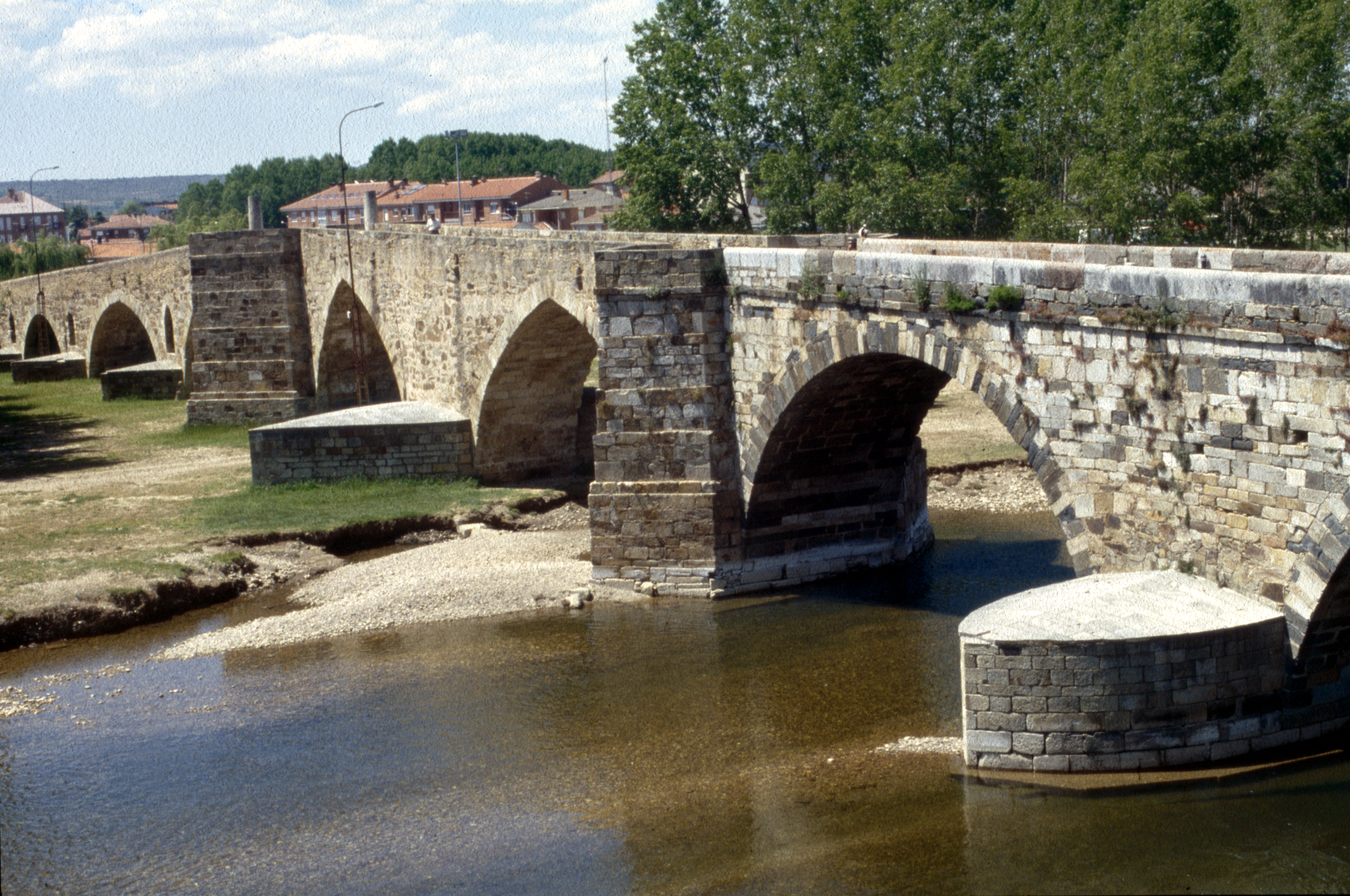
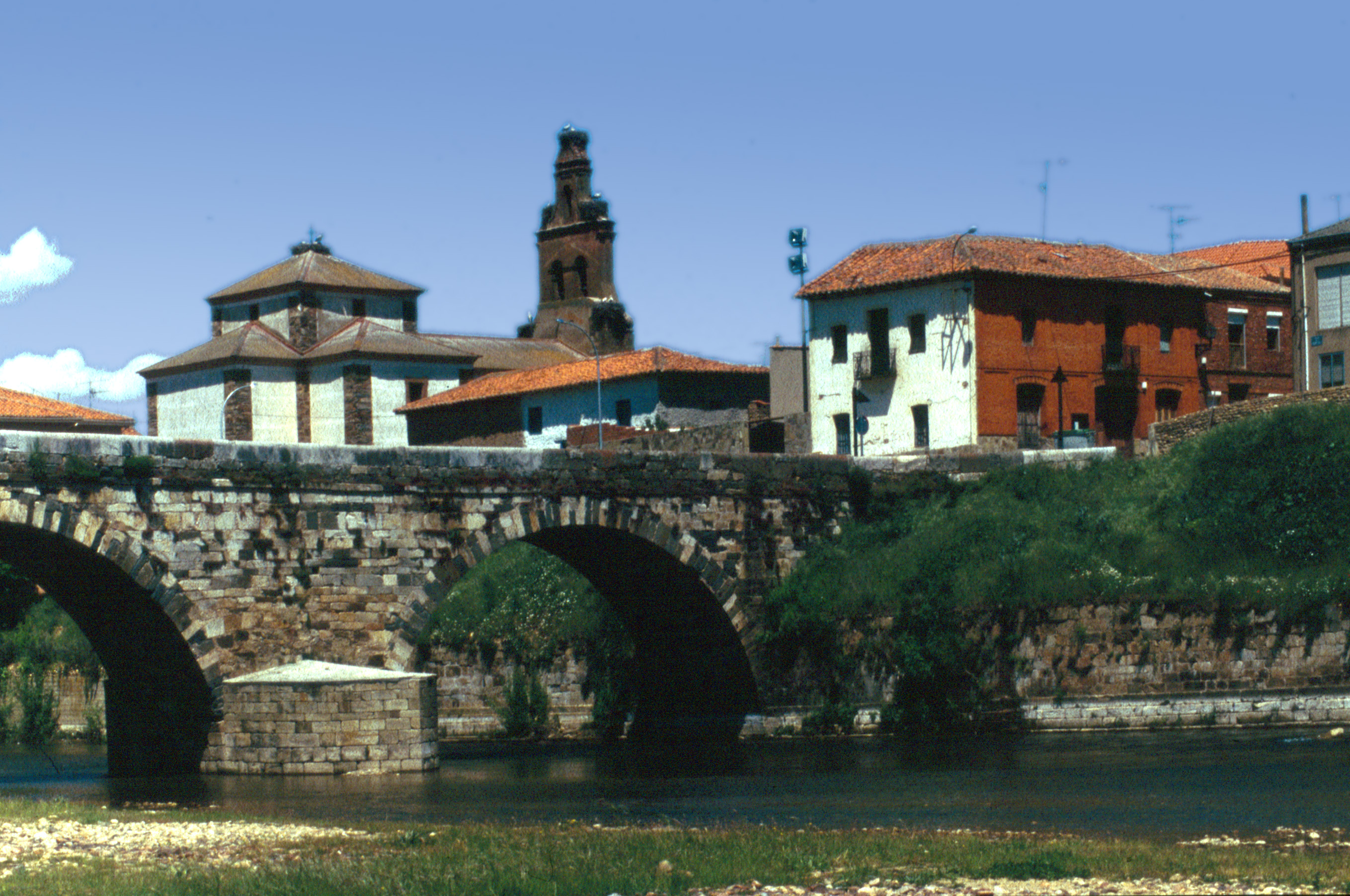
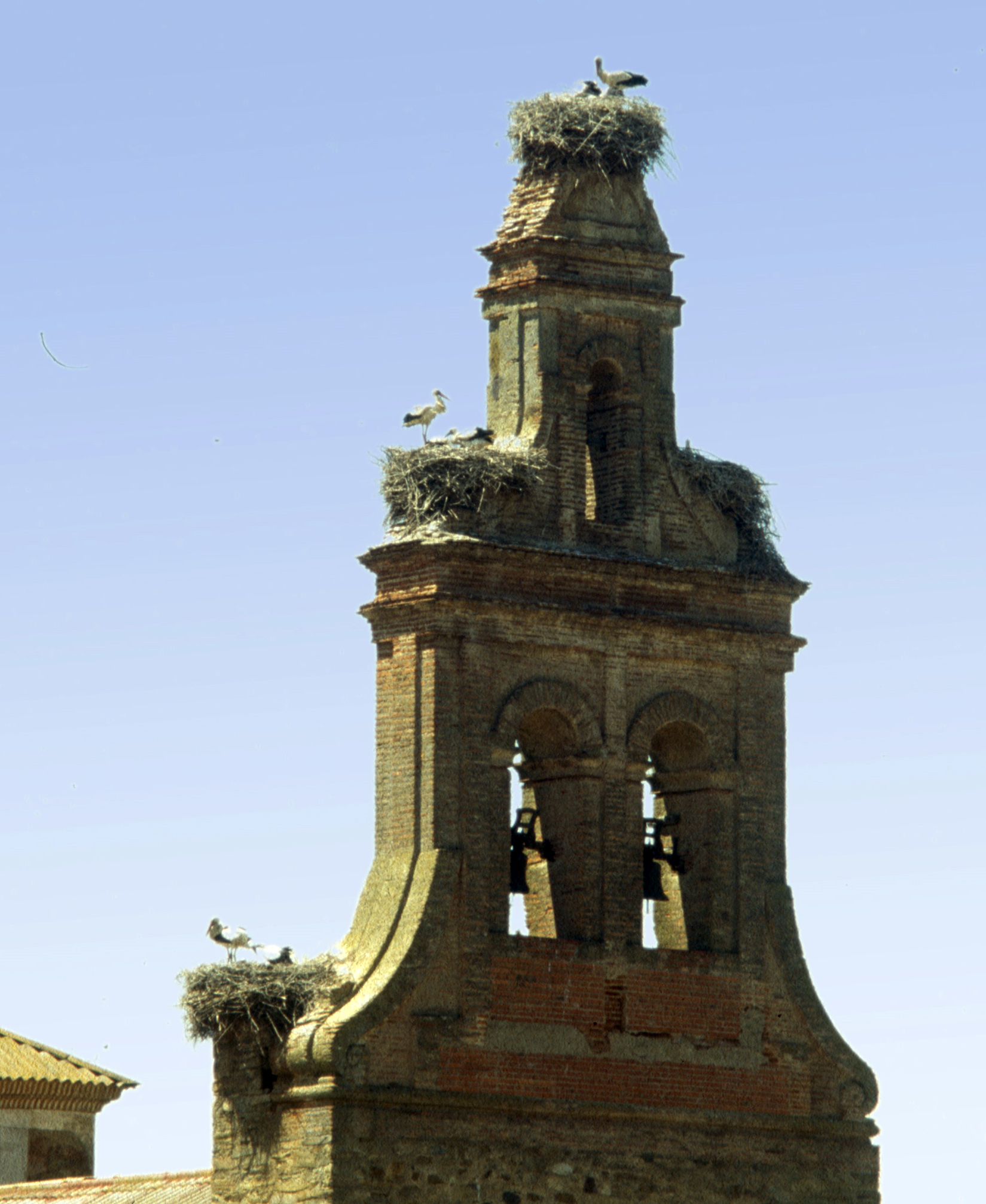